# Liste der Biografien/Laub
Liste der Biografien |
Portal Biografien |
Personensuche
# |
A |
B |
C |
D |
E |
F |
G |
H |
I |
J |
K |
L |
M |
N |
O |
P |
Q |
R |
S |
T |
U |
V |
W |
X |
Y |
Z |
?
 
La |
Lb |
Lc |
Le |
Lg |
Lh |
Li |
Lj |
Ll |
Lm |
Lo |
Lp |
Lt |
Lu |
Lv |
Lw |
Lx |
Ly |
Lz
 
Laa |
Lab |
Lac |
Lad |
Lae–Lah |
Lai |
Laj |
Lak |
Lal |
Lam |
Lan |
Lao |
Lap |
Laq |
Lar |
Las |
Lat |
Lau |
Lav |
Law |
Lax |
Lay |
Laz
 
Laua |
Laub |
Lauc |
Laud |
Laue |
Lauf |
Laug |
Lauh |
Laui |
Lauj |
Lauk |
Laul |
Laum |
Laun |
Laup |
Laur |
Laus |
Laut |
Lauv |
Lauw |
Laux |
Lauz
Die Liste der Biografien führt alle Personen auf, die in der deutschsprachigen Wikipedia einen Artikel haben. Dieses ist eine Teilliste mit 150 Einträgen von Personen, deren Namen mit den Buchstaben „Laub“ beginnt.

## Laub
- Laub, Antoni (1792–1843), polnischer Maler in Galizien
- Laub, Elias (1886–1949), bundistischer und sozialistischer Aktivist und Verleger
- Laub, Ferdinand (1832–1875), tschechischer Geiger und Komponist in Wien, Weimar, Berlin und Moskau
- Laub, Franz (1872–1945), deutscher Musiker und Komponist
- Laub, Franz (* 1935), deutscher römisch-katholischer Theologe, Neutestamentler und Universitätsprofessor
- Laub, Gabriel (1928–1998), tschechischer deutschsprachiger Journalist, Satiriker und AphoristikerGabriel Laub (1928–1998)

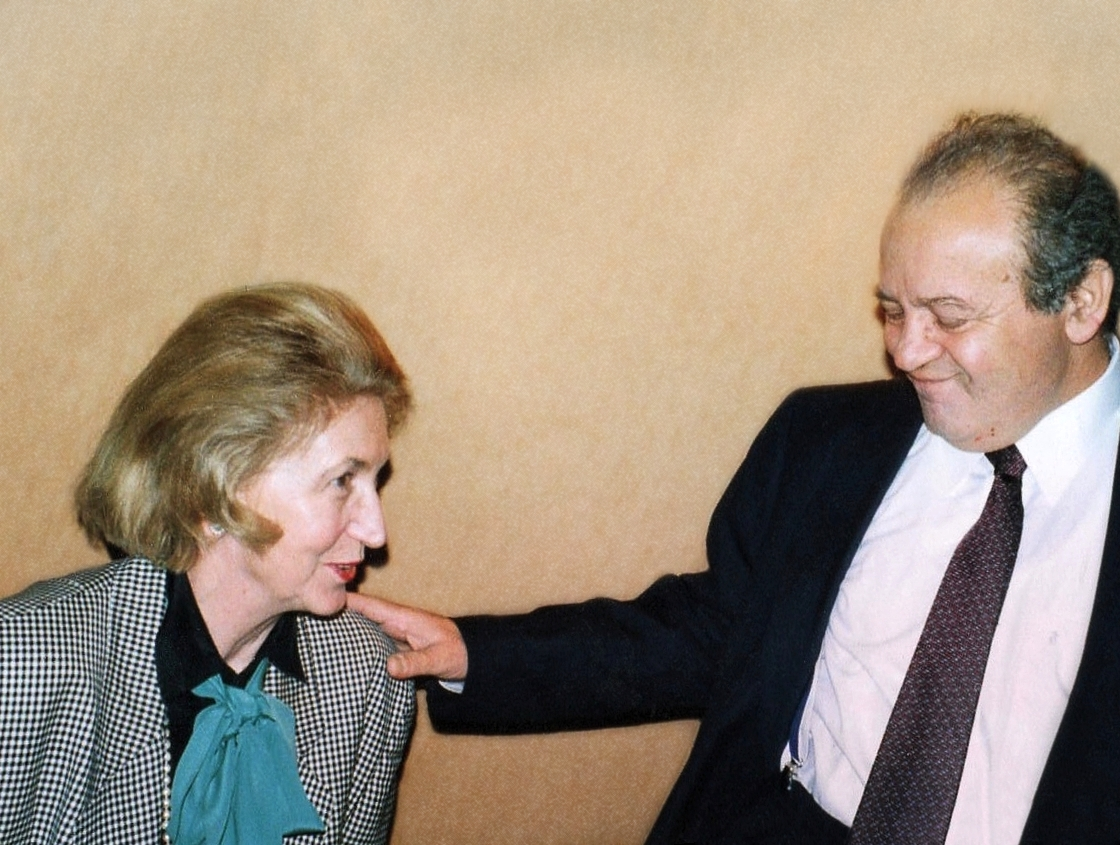
Gabriel Laub (1928–1998)

- Laub, Georg (1906–1986), deutscher Architekt
- Laub, Gerhard (1920–2007), deutscher Harz-Historiker
- Laub, Hieronymus (1684–1753), deutscher Mediziner, Staatsarzt und Leibarzt des dänischen Königs, Mitglied der Leopoldina
- Laub, Jakob (1884–1962), argentinischer Physiker und Diplomat
- Laub, Jakob (1924–2020), deutscher Schulleiter und Bundesvorsitzender der Landsmannschaft der Banater Schwaben
- Laub, John H. (* 1953), US-amerikanischer Kriminologe
- Laub, Josef (1911–1991), österreichischer Mathematiker
- Laub, Michel (* 1973), brasilianischer Schriftsteller
- Laub, Ole Henrik (1937–2019), dänischer Schriftsteller
- Laub, Thomas (1852–1927), dänischer Organist und Komponist
- Laub, Tobias († 1761), deutscher Maler und Kupferstecher
- Laub, Toni (1919–1994), deutscher Architekt
- Laub, Uwe (* 1971), deutscher Autor
- Laub, Walter (1905–1983), deutscher Manager

### Lauba
- Laubach, Frank (1884–1970), US-amerikanischer evangelikaler Missionar, Mystiker und Autor
- Laubach, Fritz (1926–2024), deutscher evangelischer Theologe und Autor
- Laubach, Heinrich Wilhelm (1835–1906), Bürgermeister, Mitglied des Provinziallandtages der Provinz Hessen-Nassau
- Laubach, Heinz (1925–2023), deutscher Architekt
- Laubach, Thomas (* 1964), deutscher Theologe
- Laubach, Thomas (1965–2020), deutscher Ökonom
- Laubacher, Otto (* 1943), Schweizer Politiker, Ständerat
- Laubard, Charlotte (* 1974), französisch-schweizerische Kunsthistorikerin und Kuratorin

### Laube
- Laube, Adolf (* 1934), deutscher Historiker
- Laube, Andrea (* 1976), deutsche Juristin, Richterin am Bundesgerichtshof
- Laube, Anton (1718–1784), tschechischer Komponist und Kirchenmusiker
- Laube, Bernd (1950–2012), deutscher Fußballspieler
- Laube, Emil (1830–1891), preußischer Generalleutnant
- Laube, Emil (1868–1939), deutscher Kunstmaler
- Laube, Grover (1887–1969), US-amerikanischer Filmtechniker
- Laube, Gustav Carl (1839–1923), böhmischer (österreichischer) Geologe
- Laube, Gustavo (* 1944), chilenischer Fußballspieler
- Laube, Heinrich (1806–1884), deutscher Schriftsteller, Dramatiker und TheaterleiterHeinrich Laube (1806–1884)

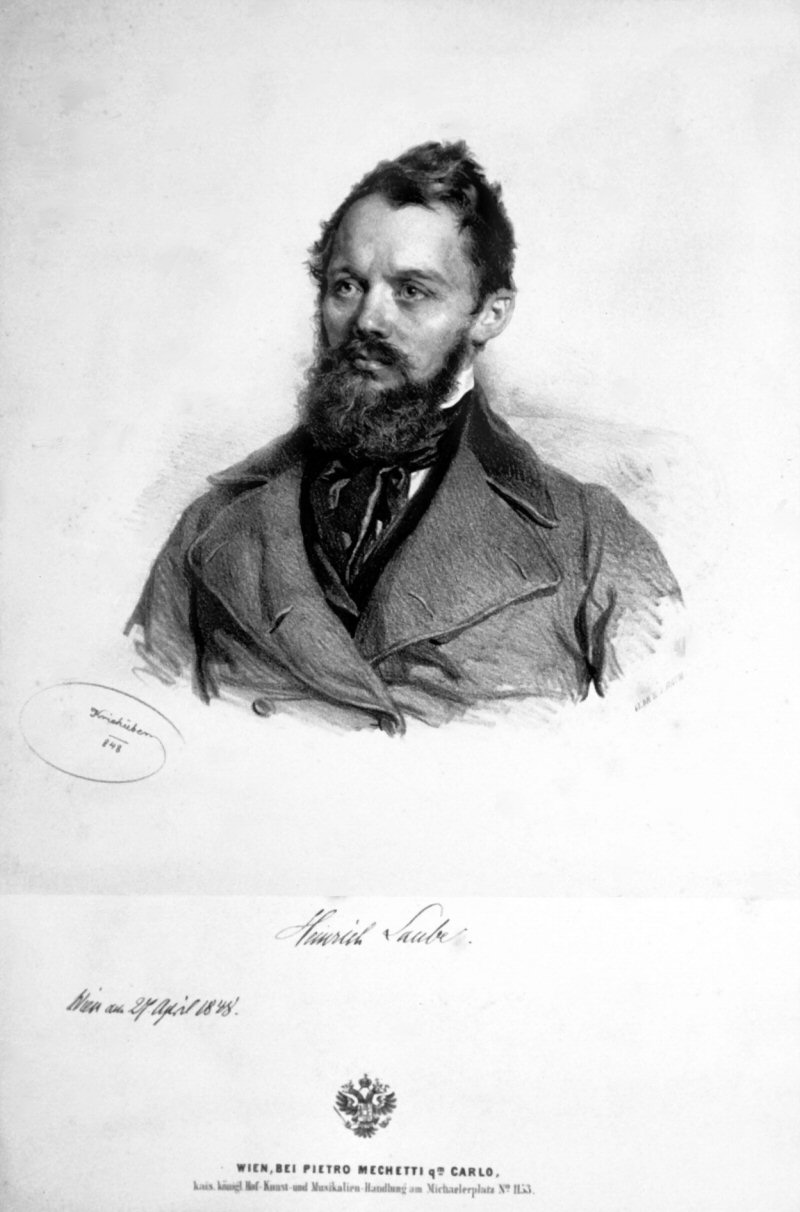
Heinrich Laube (1806–1884)

- Laube, Horst (1892–1979), deutscher Jurist, Amtshauptmann und Landrat
- Laube, Horst (1939–1997), deutscher Dramaturg und Schriftsteller
- Laube, Iduna (1808–1879), sächsisch-österreichische Frauenrechtlerin
- Laube, Jochen (* 1978), deutscher Filmproduzent
- Laube, Johannes (1937–2012), deutscher Japanologe
- Laube, Julius (1841–1910), deutscher Dirigent und Orchesterleiter
- Laube, Karl (1897–1973), deutscher Politiker (KPD/SED)
- Laube, Kurt (1905–1987), deutscher Spanienkämpfer (KPD), Widerstandskämpfer und VVN-Funktionär
- Laube, Lukas (* 2000), Schweizer HandballnationalspielerLukas Laube (* 2000)

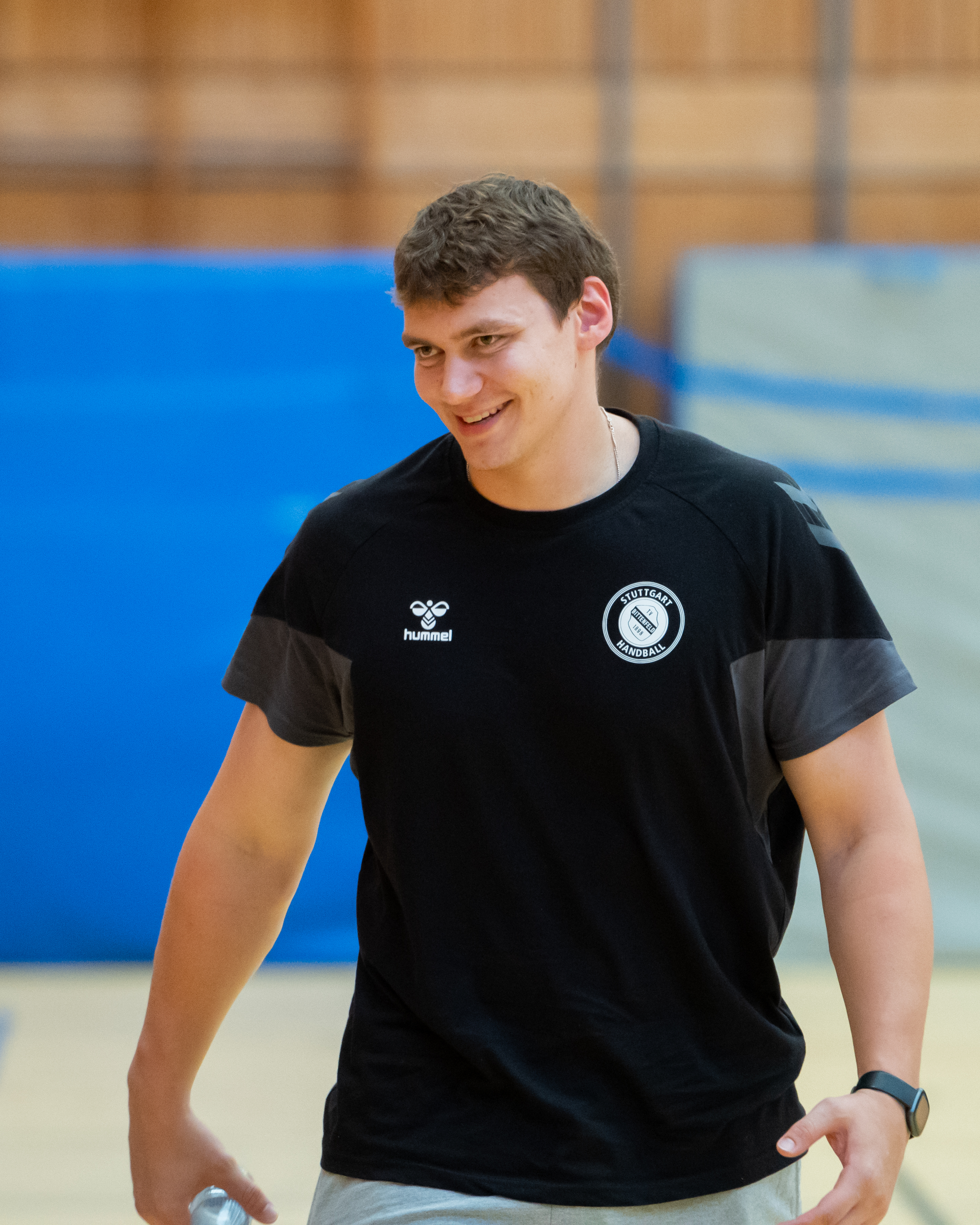
Lukas Laube (* 2000)

- Laube, Martin (* 1965), deutscher evangelischer Theologe und Hochschullehrer
- Laube, Michael (* 1955), deutscher Maler und Installationskünstler
- Laube, Peter (1942–1988), deutscher Maler und Grafiker
- Laube, Reinhard (* 1967), deutscher Historiker, Bibliothekar, Sachbuchautor und Herausgeber
- Laube, Sigrid (1953–2007), österreichische Schriftstellerin
- Laube, Stefan (* 1964), deutscher Kulturwissenschaftler, Historiker und Hochschullehrer
- Laube, Steffen (* 1961), deutscher Filmschauspieler
- Laube, Step (* 1970), deutsche Hörspielautorin und Regisseurin
- Laube, Volkmar (* 1960), deutscher Journalist und Autor
- Laubek, Randi (* 1973), dänische Sängerin und Songwriterin
- Laubenbacher, Silvia (1965–2022), deutsche Moderatorin bei Hörfunk und Fernsehen
- Laubenberg, Friedrich von († 1434), Fürstabt des Fürststifts Kempten
- Laubenberg, Georg Wilhelm (1693–1714), Bayreuther Persönlichkeit
- Laubenberger, Franz (1917–1993), deutscher Archivar, Leiter des Stadtarchivs Freiburg
- Laubender, Walther (1898–1980), deutscher Pharmakologe
- Laubenheimer, August (1848–1904), deutscher Industrieller
- Laubenthal, Dennis (* 1981), deutscher Theater- und Filmschauspieler
- Laubenthal, Florin (1903–1964), deutscher Nervenarzt
- Laubenthal, Fritz (1901–1944), deutscher Landschaftsmaler
- Laubenthal, Hannsgeorg (1911–1971), deutscher Sänger und Schauspieler
- Laubenthal, Horst (* 1939), deutscher Tenor
- Laubenthal, Klaus (1954–2024), deutscher Rechtswissenschaftler, Kriminologe und Richter
- Laubenthal, Markus (* 1962), deutscher MilitärMarkus Laubenthal (* 1962)

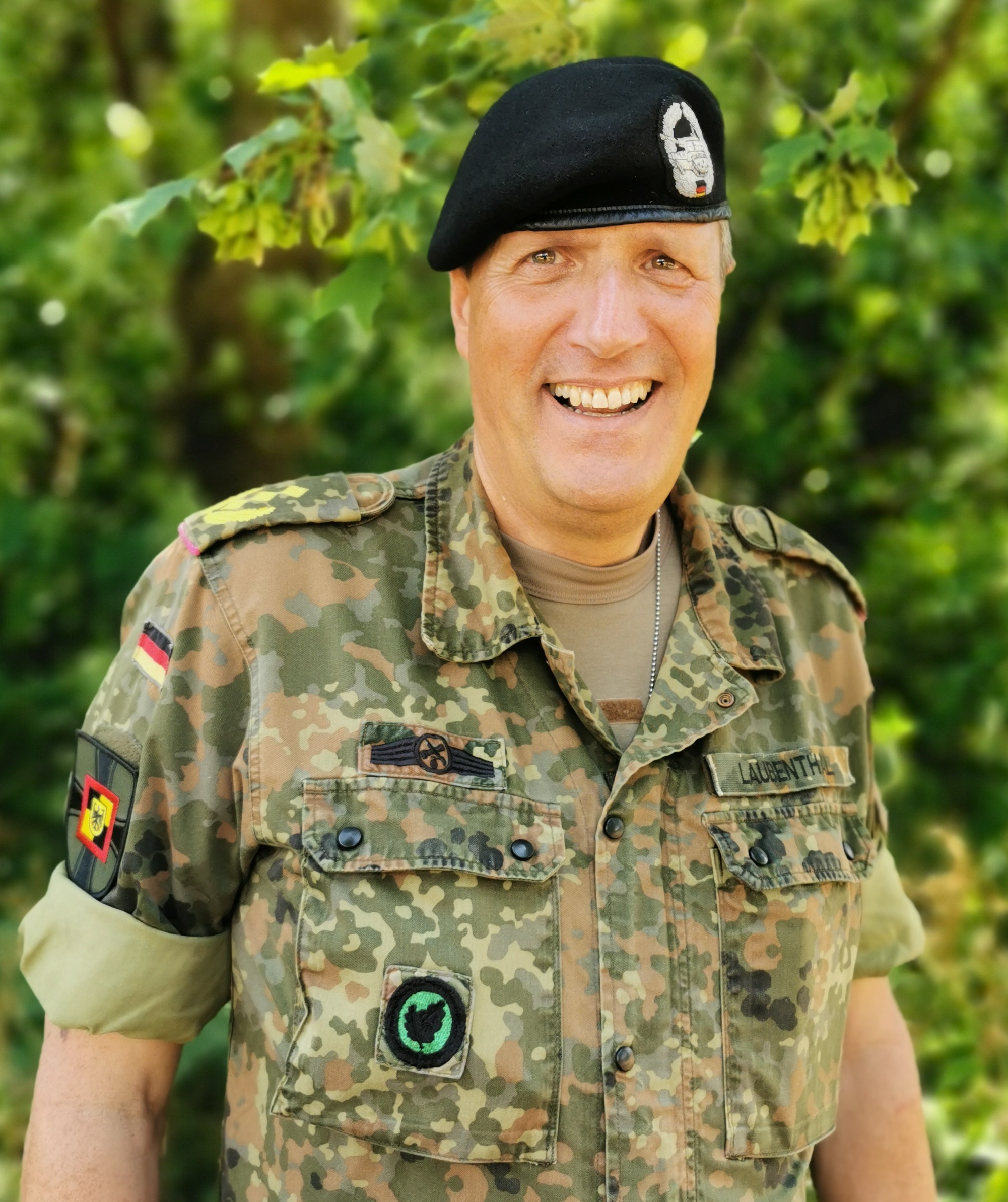
Markus Laubenthal (* 1962)

- Laubenthal, Paul († 1929), deutscher Flugzeugkonstrukteur und Pilot
- Laubenthal, Rudolf (1886–1971), deutscher Opernsänger (Heldentenor)
- Laubenthal, Wilhelm (1914–1992), deutscher Gymnasialdirektor und Heimatforscher
- Lauber, Anne (* 1943), schweizerisch-kanadische Komponistin und Musikpädagogin
- Lauber, Anselm (1920–1995), Schweizer Elektroingenieur
- Lauber, Anton (* 1961), Schweizer Politiker (CVP)
- Lauber, Arnd (* 1976), deutscher Schachspieler
- Lauber, Arthur (* 1944), österreichischer Komponist, Musiker und ProduzentArthur Lauber (* 1944)

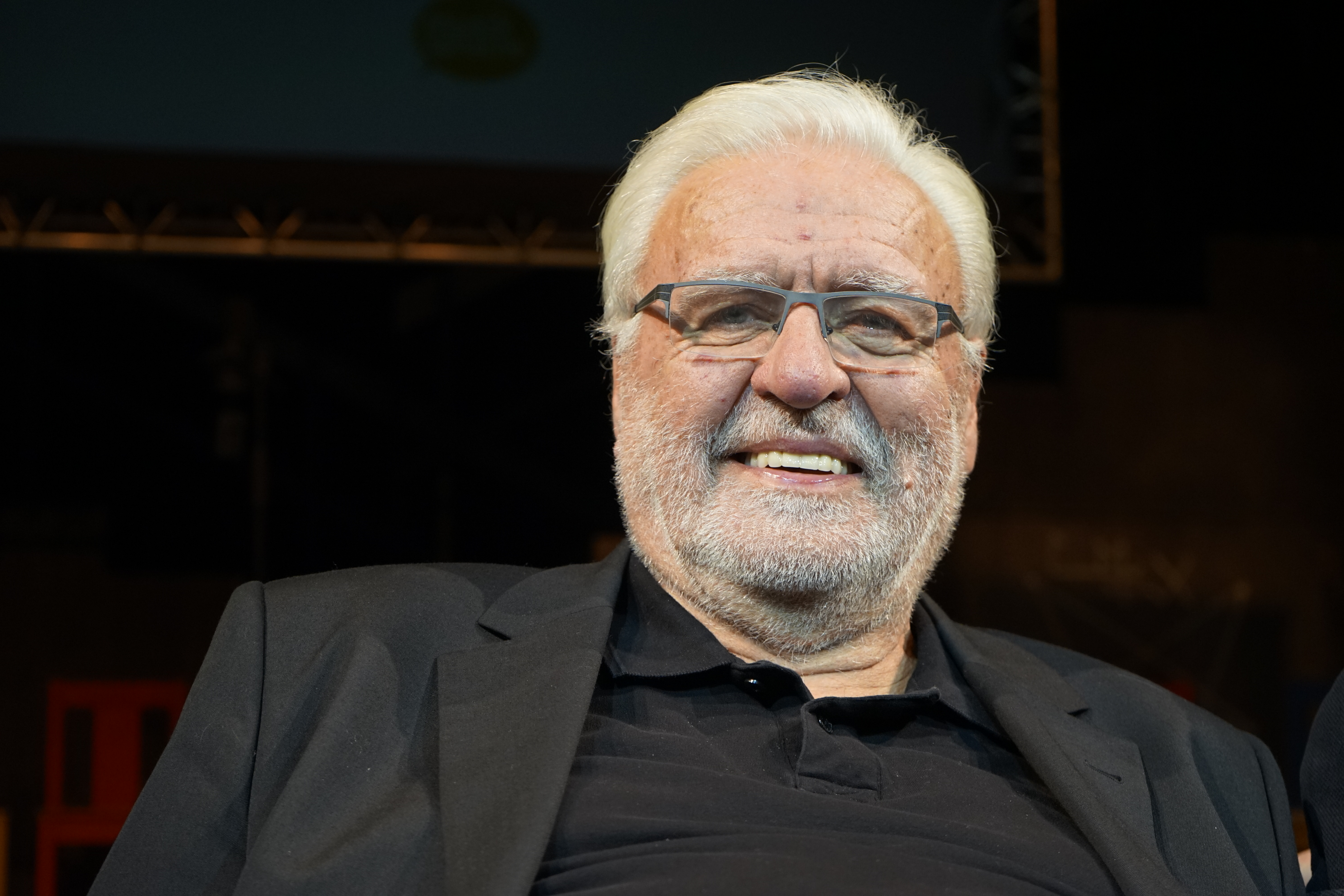
Arthur Lauber (* 1944)

- Lauber, Auguste (1810–1880), deutsche Kinderdarstellerin und Theaterschauspielerin
- Lauber, Ben, deutscher Musiker, Klangkünstler und Komponist
- Lauber, Cécile (1887–1981), Schweizer Schriftstellerin
- Lauber, Dezső (1879–1966), ungarischer Tennisspieler
- Lauber, Diebold, elsässischer Schreiber und Handschriftenhändler
- Lauber, Emile (1866–1935), Schweizer Dirigent, Komponist und Musikpädagoge
- Lauber, Gerold (* 1956), Schweizer Politiker (CVP)
- Lauber, Hans (1921–2000), deutscher Politiker (SPD), MdL
- Lauber, Hans (* 1935), deutscher Lehrer und Vorsitzender des Heimatbundes Schloss Pertenstein
- Lauber, Heinrich (1899–1979), deutsch-britischer Mediziner
- Lauber, Janis (* 1999), Schweizer Unihockeyspieler
- Lauber, Johann Christian (1732–1785), deutscher Tischler und Kunstschreiner des Barock
- Lauber, Joseph (1744–1810), österreichischer katholischer Theologe und Bibelübersetzer
- Lauber, Joseph (1864–1952), Schweizer Komponist
- Lauber, Kurt (1893–1971), deutscher Bildhauer und Maler
- Lauber, Maria (1891–1973), Schweizer Lehrerin und Schriftstellerin
- Lauber, Matthias (1977–2010), Schweizer Eishockeytorhüter
- Lauber, Michael (* 1965), Schweizer Jurist und BundesanwaltMichael Lauber (* 1965)

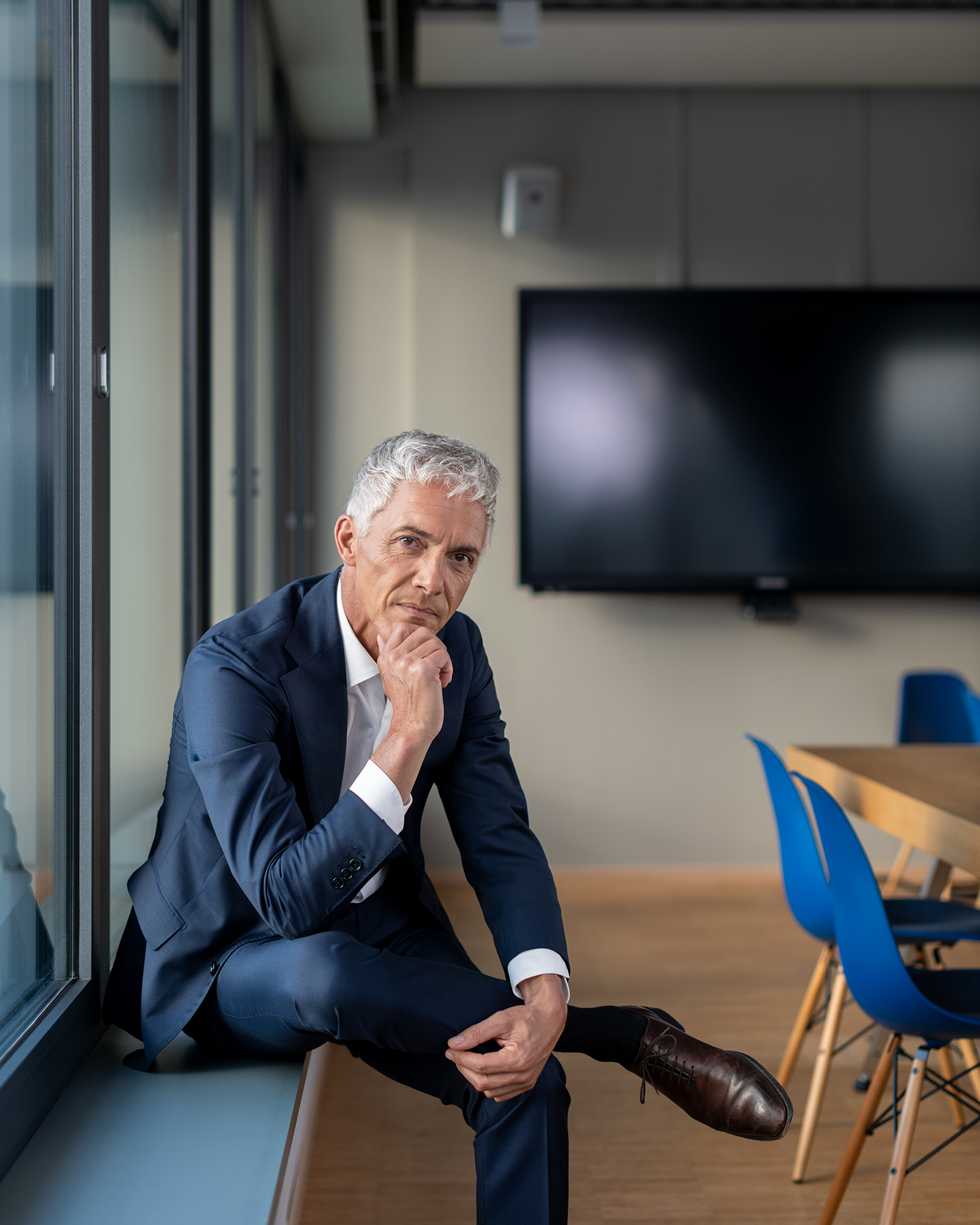
Michael Lauber (* 1965)

- Lauber, Robert (1906–1942), sudetendeutscher römisch-katholischer Geistlicher und Märtyrer
- Lauber, Stephan (* 1970), römisch-katholischer Theologe und Hochschullehrer
- Lauber, Theo (1914–1999), deutscher Kommunalpolitiker (Freie Wähler)
- Lauber, Ulrike (* 1955), deutsche Architektin und Hochschullehrerin
- Lauber, Volkmar (* 1944), österreichischer Politikwissenschaftler
- Lauber, Wolfgang (1936–2022), deutscher Architekt, Bauforscher, Hochschullehrer und Autor
- Lauber-Rönsberg, Anne, deutsche Rechtswissenschaftlerin
- Lauberbach, Lion (* 1998), deutscher Fußballspieler
- Laubert, Manfred (1877–1960), deutscher Historiker
- Lauberte, Milda (1918–2009), lettische Schachspielerin
- L’Aubespine de Verderonne, Claude de, französischer Magistrat
- L’Aubespine, Charles de (1580–1653), Siegelbewahrer bzw. Kanzler von Frankreich
- L’Aubespine, Claude de († 1567), französischer Adliger und Diplomat
- L’Aubespine, François de (1586–1670), französischer General in niederländischen Diensten, Gouverneur von Breda
- L’Aubespine, Gabriel de (1579–1630), Bischof von Orléans
- L’Aubespine, Guillaume de (1547–1629), französischer Diplomat
- L’Aubespine, Jean de († 1596), Bischof von Limoges; Bischof von Orléans
- L’Aubespine, Madeleine de (1546–1596), Schirmherrin, Dichterin und Übersetzerin
- l’Aubespine, Sébastien de (1518–1582), französischer Kleriker und Diplomat
- Laubeuf, Maxime (1864–1939), französischer Ingenieur und U-Boot-Pionier

### Laubh
- Laubhardt, Placida (1904–1998), christliche Widerstandskämpferin, Seelsorgerin

### Laubi
- Laubi, Alfred (1846–1909), Schweizer Eisenbahningenieur
- Laubi, Hugo (1888–1959), Schweizer Grafiker
- Läubin, Hannes (* 1958), deutscher Trompeter und Musikpädagoge
- Laubin, Reginald (1903–2000), amerikanischer Schriftsteller und Künstler
- Laubinger, Adolf (1931–2006), deutscher Sinto und Überlebender des Porajmos
- Laubinger, Hans-Werner (1936–2018), deutscher Rechtswissenschaftler
- Laubinger, Josef (1921–1994), deutscher Überlebender des Porajmos
- Laubinger, Otto (1892–1935), Schauspieler am Berliner Staatstheater und Funktionär in der Zeit des Nationalsozialismus
- Laubinger, Walter (* 1967), deutscher Fußballspieler
- Laubisch, Johann-Christof (* 1986), deutsch-französischer Schauspieler und RapperJohann-Christof Laubisch (* 1986)

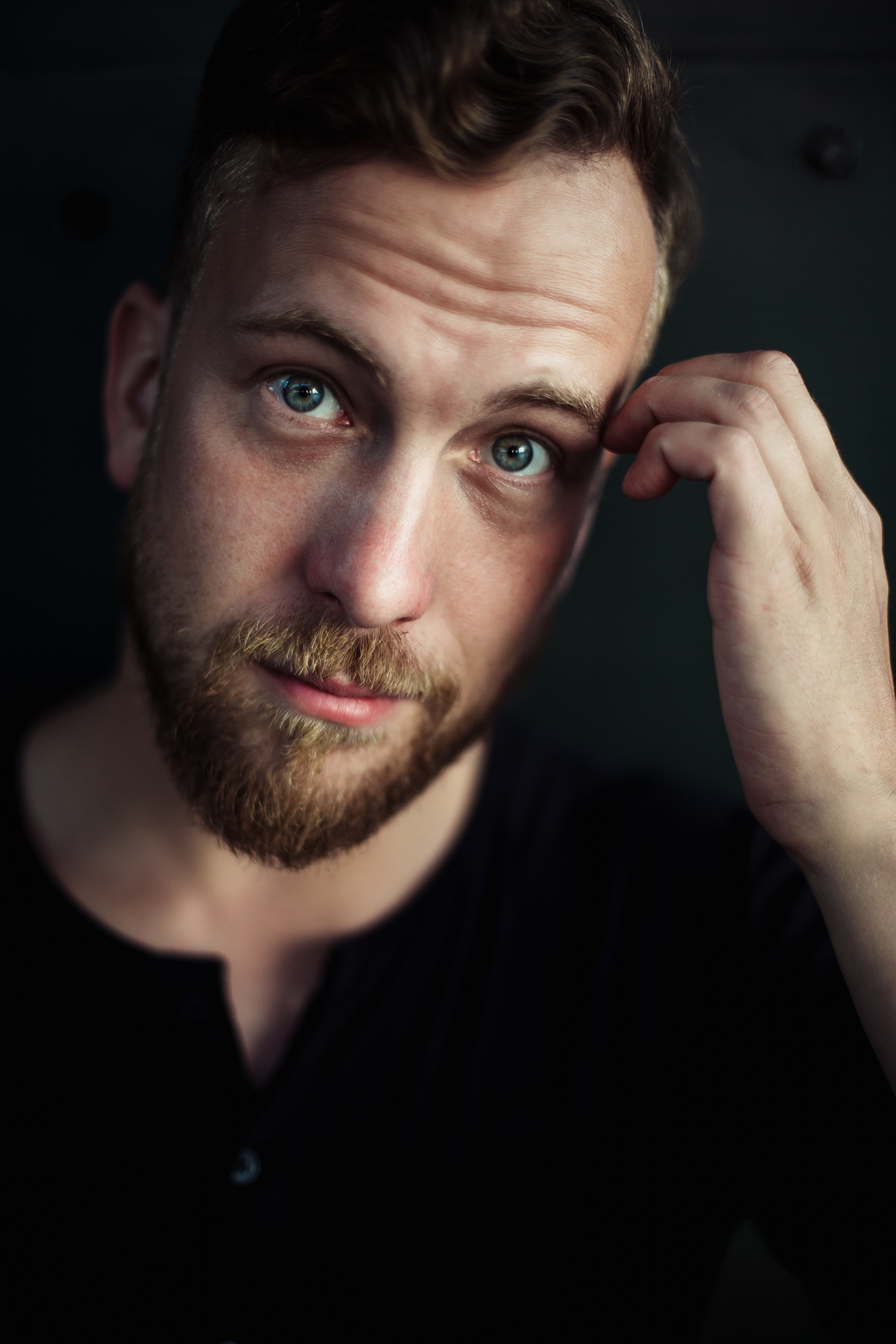
Johann-Christof Laubisch (* 1986)

- Laubisch, Magdalena (* 1998), deutsche Schauspielerin
- Laubitz, Antoni (1861–1939), Weihbischof

### Laubl
- Laubler, Franz (1684–1726), deutscher Fleischer und Söldner; Mörder des Dresdner lutherischen Pfarrers Hermann Joachim Hahn
- Läubli, Hans (* 1955), Schweizer Politiker (Grüne)
- Läubli, Margrit (* 1928), Schweizer Tänzerin, Schauspielerin und Kabarettistin
- Läubli, Valerio (* 1989), Schweizer Unihockeyspieler

### Laubm
- Laubmajer, Andreas (1538–1604), deutscher Jurist und Hochschullehrer
- Laubmann, Alfred (1886–1965), deutscher Ornithologe
- Laubmann, Georg von (1843–1909), deutscher Bibliothekar
- Laubmann, Heinrich (1865–1951), deutscher Chemiker und Mineraloge
- Laubmann, Paul (1860–1917), deutscher Genre-, Historien- und Landschaftsmaler
- Laubmann, Philipp Carl (1703–1792), österreichischer Maler
- Laubmann, Runhild (* 1944), deutsche Malerin

### Laubr
- Laubreis, Andreas (* 1778), königlich-bayrischer Mediziner und Landgerichtsarzt in Würzburg
- Laubrock, Ingrid (* 1970), deutsche Jazzmusikerin (Sopran-, Alt-, Tenor- und Baritonsaxophon)

### Laubs
- Laubscher, Hans Peter (1924–2015), Schweizer Geologe
- Laubscher, Hans Peter (1936–1999), deutscher Klassischer Archäologe
- Laubscher, Simon (* 1998), Schweizer Unihockeyspieler
- Laubscher, Werner (1927–2013), deutscher Lehrer und Autor
- Laubser, Maggie (1886–1973), südafrikanische Malerin
- Laubsky, Rudolph von (1700–1754), württembergisch-preußischer General

### Lauby
- Lauby, Chantal (* 1948), französische TV-Moderatorin, Comedian, Schauspielerin, Regisseurin und DrehbuchautorinChantal Lauby (* 1948)

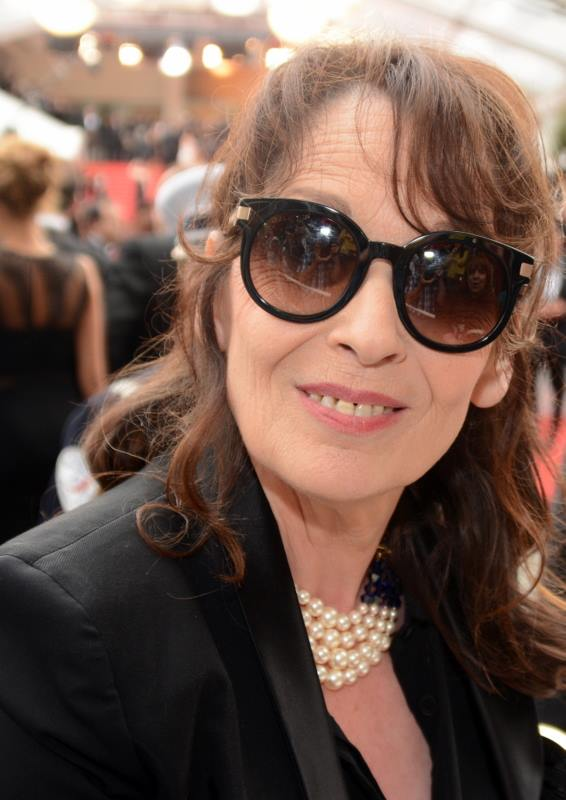
Chantal Lauby (* 1948)

- Lauby, Danny (* 1992), US-amerikanischer Dartspieler